# Szypszyniec różany
Szypszyniec różany (Diplolepis rosae syn. Rhodites rosae) – błonkówka z rodziny galasówkowatych.
Niewielki, 3–4 mm długości, czarno ubarwiony owad z czerwonymi odnóżami. U samic w tym samym kolorze są ponadto nasada odwłoka oraz dolna część tułowia. Rozpiętość skrzydeł ok. 8 mm. Tułów z boków spłaszczony, odwłok gruszkowaty i ostro zakończony. Czułki długie, nitkowate, 13 członowe. W rozmnażaniu występują pokolenia partenogenetyczne (same samice) i płciowe (samice i samce). Samice składają jaja w pąkach szczytowych dzikiej róży – (szypszyny). Rozwijające się czerwie wydzielają hormony roślinne powodujące zniekształcenie i przerost tkanek żywiciela. Zamiast kwiatów i liści powstają duże, włochate zielono-żółte i zielono-czerwone narośla z kilkoma osobnikami wewnątrz. Czerwie osiągają 5 mm długości. Zimują wewnątrz szypszynowych galasów i po przepoczwarczeniu, jako obupłciowe pokolenie wygryzają się z nich na wiosnę, gdy zaczynają się rozwijać świeże pąki rośliny żywicielskiej.
Szypszyniec różany może stać się ofiarą innych błonkówek np. z rodzaju Orthopelma. Mają one podobne ubarwienie, lecz czułki z większą liczbą segmentów i wystające z odwłoka niewielkie pokładełko. Tak więc owad opuszczający galas wcale nie musi być szypszyńcem! Prawdopodobnie jest to powód wielu pomyłek i zdecydowanie różniących się opisów tego gatunku.

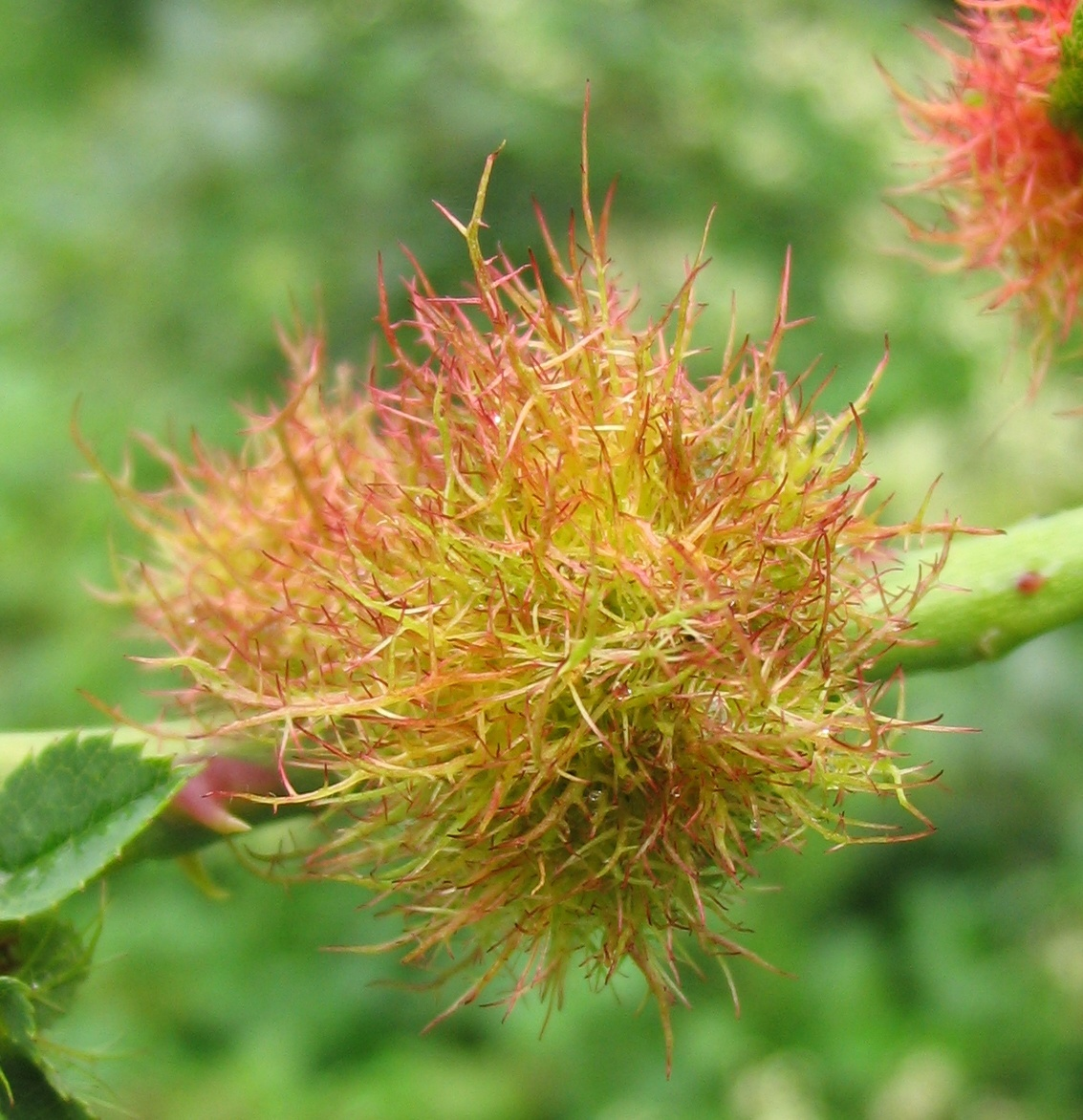
Młode galasy szypszyńca
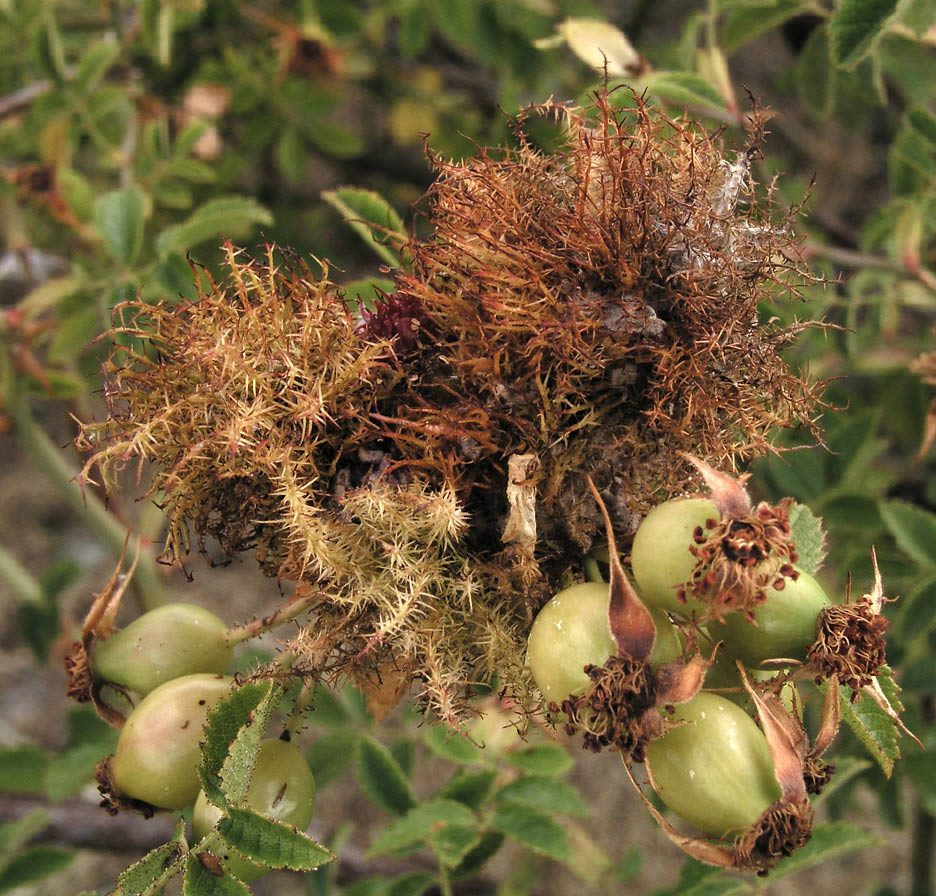
Stare galasy brązowieją i czernieją
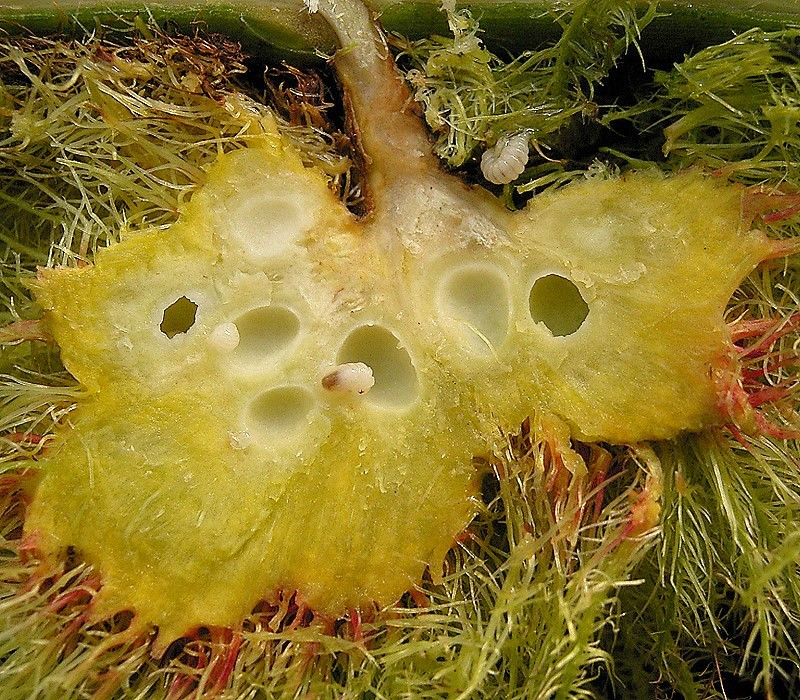
Przekrój przez galas, widać komory lęgowe i larwy